# Vivian Kong
Vivian Kong (født 8. februar 1994) er en fægter fra Hong Kong, der konkurrerer i kårde.
Hun repræsenterede Hong Kong ved sommer-OL 2016 i Rio de Janeiro, hvor hun blev elimineret i ottendedelsfinalen.
Under sommer-OL 2020 i Tokyo, som blev afholdt i 2021, blev hun elimineret i kvartfinalen i den individuelle konkurrence.
Ved sommer-OL 2024 i Paris vandt hun guld.